# 証 (キリスト教)
証（あかし、testimony、witness）。キリスト教では、神様から頂いた恵みを人に伝えることを「証（あかし）をする」と言う。似た表現に、「分かち合う」という言葉があるが、これは少人数で深く話し合うような場合に使われる。大勢の人の前で、発表する場合は「分かち合い」ではなく「証」または「立証」というのが一般的。救世軍では「証言」（読み方は「あかし」）と表記する。
神の恵みに感謝することはもとより、神を誉め讃える点がポイントである。まれに牧師や司祭による説教と同じく、高度な神学理論を用いたものとなることもある。プロテスタントにおいてはしばしば礼拝の中で時間を割いて信徒による立証が行われるが、牧師による説教が聖書の解き明かしであるのに対し、立証は自らの体験に基づいて神の恵みを参列者と共有することであるという相違がある。また、キリストを信じるに至っていない人に対して証をすることも大切なことだと考えられており、福音伝道の主要な手段の一つでもある。
さらには、生活の多様な場面において信仰に基づいた選択および行動をとることも証と呼ばれる。クリスチャンは天国に迎え入れられることよりはむしろ、イエスが説教を通じて伝えたことを地上においてどのように生かしていくかということに主な関心を抱く。いわば、クリスチャンの生涯とはそれ自体が証である。